# Seattle Seahawks 2005
La stagione 2005 dei Seattle Seahawks vide la squadra vincere la propria conference per la prima volta nella sua storia. Essa fu la rappresentante della NFC nel Super Bowl XL, perso contro i Pittsburgh Steelers. I Seahawks compilarono un record di 13–3 nella stagione regolare, vincendo facilmente la NFC West col miglior record della NFC, guadagnando il fattore campo in tutte le gare dei playoff per la prima volta nella storia. Lì superarono i Washington Redskins e i Carolina Panthers vincendo il George Halas Trophy ed arrivando a disputare il loro primo Super Bowl. Tra stagione regolare e playoff, i Seahawks terminarono con un perfetto 10–0 al Qwest Field. Prima della vittoria del Super Bowl nel 2013, la formazione del 2005 era considerata la migliore della storia dei Seattle Seahawks.
I Seahawks ebbero cinque dei loro giocatori offensivi convocati per il Pro Bowl, oltre all'MVP della NFL, il running back Shaun Alexander, che superò il precedente record NFL stagionale di Priest Holmes, con 28 touchdown su corsa. Alexander guidò anche la lega in yard corse per il secondo anno consecutivo, contribuendo a guidare i Seahawks al primo posto nella lega, per punti segnati. L'attacco era guidato dal quarterback al settimo anno Matt Hasselbeck, che terminò col suo miglior passer rating in carriera con 98,2 e completò il 65,5% dei suoi passaggi, venendo convocato per il suo secondo Pro Bowl. I futuri Hall of Famer Walter Jones e Steve Hutchinson furono le colonne della linea offensiva come tackle sinistro e guardia rispettivamente, e Mack Strong bloccò efficacemente nel ruolo di fullback.

## Scelte nel Draft 2005
| Scelte dei Seahawks nel Draft 2005 |     |                   |                  |               |
| 1                                  | 26  | Chris Spencer     | Centro           | Mississippi   |
| 2                                  | 45  | Lofa Tatupu       | Linebacker       | USC           |
| 3                                  | 85  | David Greene      | Quarterback      | Georgia       |
| 3                                  | 98  | Leroy Hill        | Linebacker       | Clemson       |
| 4                                  | 105 | Ray Willis        | Offensive tackle | Florida State |
| 5                                  | 159 | Jeb Huckeba       | Defensive end    | Arkansas      |
| 6                                  | 196 | Tony Jackson      | Running back     | Iowa          |
| 7                                  | 235 | Cornelius Wortham | Linebacker       | Alabama       |
| 7                                  | 254 | Doug Nienhuis     | Offensive Guard  | Oregon State  |

## Roster
| Roster dei Seattle Seahawks nella stagione 2005 |
| --- |
| Quarterback - 11 David Greene - 8 Matt Hasselbeck - 15 Seneca Wallace Running Back - 37 Shaun Alexander - 20 Maurice Morris - 39 Josh Scobey KR - 38 Mack Strong FB - 43 Leonard Weaver FB Wide Receiver - 84 Bobby Engram - 18 D.J. Hackett - 82 Darrell Jackson - 87 Joe Jurevicius - 81 Peter Warrick PR Tight End - 83 Ryan Hannam - 88 Itula Mili - 86 Jerramy Stevens Offensive Linemen - 62 Chris Gray G - 73 Wayne Hunter T - 76 Steve Hutchinson G - 71 Walter Jones T - 75 Sean Locklear T - 65 Chris Spencer C - 61 Robbie Tobeck C - 74 Ray Willis T - 77 Floyd Womack G/T Defensive Linemen - 95 Rodney Bailey DE - 99 Rocky Bernard DT - 91 Chartric Darby DT - 94 Bryce Fisher DE - 92 Alain Kashama DE - 69 Joe Tafoya DE - 93 Craig Terrill DT - 90 Marcus Tubbs DT - 98 Grant Wistrom DE Linebacker - 57 Kevin Bentley OLB - 56 Leroy Hill OLB - 58 Isaiah Kacyvenski OLB - 53 Niko Koutouvides MLB - 54 D.D. Lewis OLB - 51 Lofa Tatupu MLB - 50 Cornelius Wortham MLB Defensive Back - 27 Jordan Babineaux CB/S - 28 Michael Boulware SS - 21 Andre Dyson CB - 25 Michael Harden CB - 31 Kelly Herndon CB - 33 Marquand Manuel FS - 35 Etric Pruitt FS - 23 Marcus Trufant CB - 22 Jimmy Williams CB/PR Special Team - 3 Josh Brown K - 52 J.P. Darche LS - 16 Tom Rouen P Lista delle riserve - 85 Alex Bannister WR (IR) - 26 Ken Hamlin S (NF-Inj.) - 60 Joey Hollenbeck G (IR) - 40 John Howell S (IR) - 97 Jeb Huckeba DE (IR) - 55 Jamie Sharper LB (IR) - 64 Ron Smith DT (IR) - 89 Jerheme Urban WR (IR) Squadra di allenamento - 70 Nathaniel Adibi DE - 14 Tony Brown WR - 29 Brandon Haw CB - 66 William Henry G - 17 Maurice Mann WR - 72 Bryant McNeal DE - 78 Robert Pollard DE - 30 Marquis Weeks RB |
| Legenda - I rookie sono in corsivo. - Il primo ruolo è il principale mentre gli eventuali successivi indicano i ruoli secondari. - (IR) sta per Injured Reserve ed indica la lista ristretta per un solo giocatore infortunato che può tornare ad allenarsi dopo la settimana 6 e a rientrare in prima squadra dopo che questa ha giocato 8 partite. - (NF-Inj.) / (NF-Ill.) stanno rispettivamente per Non-Football Injured e Non-Football Illness ed indicano le liste dove viene inserito un giocatore che ha un infortunio o una malattia non dipendente dal football americano. - (PUP) sta per Physically Unable to Perform ed indica la lista dove viene inserito un giocatore mentre è in attesa di recuperare la condizione fisica. Nella stagione regolare dopo la sesta partita giocata dalla propria squadra, il giocatore ha tempo tre settimane per riprendere ad allenarsi, più tre settimane aggiuntive dal suo rientro agli allenamenti per rientrare in prima squadra. |

## Partite

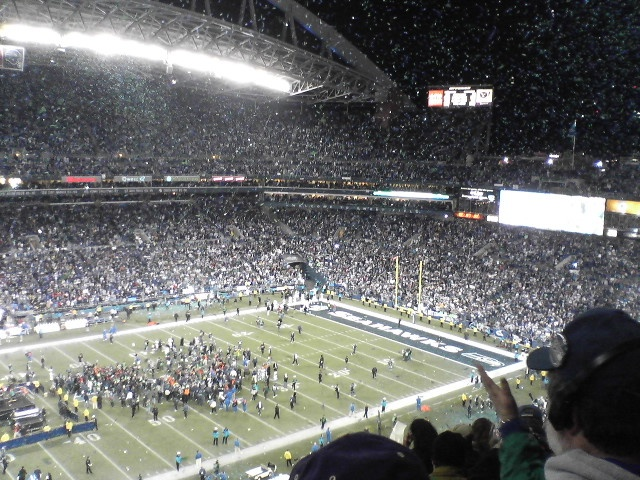
I festeggiamenti dopo la qualificazione dei Seahawks al Super Bowl.

| Turno | Data               | Avversario             | Risultato     | Stadio                  | Record | Tabellino | Pubblico |       |       |
| 1     | 11 settembre 2005  | @ Jacksonville Jaguars | S 26-14       | ALLTEL Stadium          | 0-1    | Recap     | 65,204   |       |       |
| 2     | 18, settembre 2005 | Atlanta Falcons        | V 21-18       | Qwest Field             | 1-1    | Recap     | 66,030   |       |       |
| 3     | 25, settembre 2005 | Arizona Cardinals      | V 37-12       | Qwest Field             | 2-1    | Recap     | 64,843   |       |       |
| 4     | 2 ottobre 2005     | @ Washington Redskins  | S 20-17 (DTS) | FedExField              | 2-2    | Recap     | 90,215   |       |       |
| 5     | 9 ottobre 2005     | @ St. Louis Rams       | V 37-31       | Edward Jones Dome       | 3-2    | Recap     | 65,707   |       |       |
| 6     | 16 ottobre 2005    | Houston Texans         | V 42-10       | Qwest Field             | 4-2    | Recap     | 66,196   |       |       |
| 7     | 23 ottobre 2005    | Dallas Cowboys         | V 13-10       | Qwest Field             | 5-2    | Recap     | 67,046   |       |       |
| 8     | Pausa              | Pausa                  | Pausa         | Pausa                   | Pausa  | Pausa     | Pausa    | Pausa | Pausa |
| 9     | 6 novembre 2005    | @ Arizona Cardinals    | V 33-19       | Sun Devil Stadium       | 6-2    | Recap     | 43,542   |       |       |
| 10    | 13 novembre 2005   | St. Louis Rams         | V 31-16       | Qwest Field             | 7-2    | Recap     | 67,192   |       |       |
| 11    | 20 novembre 2005   | @ San Francisco 49ers  | V 27-25       | Monster Park            | 8-2    | Recap     | 63,590   |       |       |
| 12    | 27 novembre 2005   | New York Giants        | V 24-21 (DTS) | Qwest Field             | 9-2    | Recap     | 67,102   |       |       |
| 13    | 5 dicembre 2005    | @ Philadelphia Eagles  | V 42-0        | Lincoln Financial Field | 10-2   | Recap     | 67,637   |       |       |
| 14    | 11 dicembre 2005   | San Francisco 49ers    | V 41-3        | Qwest Field             | 11-2   | Recap     | 66,690   |       |       |
| 15    | 18 dicembre 2005   | @ Tennessee Titans     | V 28-24       | The Coliseum            | 12-2   | Recap     | 69,149   |       |       |
| 16    | 24 dicembre 2005   | Indianapolis Colts     | V 28-13       | Qwest Field             | 13-2   | Recap     | 67,855   |       |       |
| 17    | 1º gennaio 2006    | @ Green Bay Packers    | S 23-17       | Lambeau Field           | 13-3   | Recap     | 69,928   |       |       |

### Playoff
| Turno            | Data            | Avversario          | Risultato | Stadio      | Tabellino | Pubblico |
| Divisional R.    | 14 gennaio 2006 | Washington Redskins | V 20-10   | Qwest Field | Recap     | 67,551   |
| NFC Championship | 22 gennaio 2006 | Carolina Panthers   | V 34-14   | Qwest Field | Recap     | 67,837   |
| SB XL            | 5 febbraio 2006 | Pittsburgh Steelers | S 21-10   | Ford Field  | Recap     | 68,206   |

## Leader della squadra
| Leader della squadra   |                  |       |
| Categoria              | Giocatore        | N.    |
| Yard passate           | Matt Hasselbeck  | 3.549 |
| Touchdown passati      | Matt Hasselbeck  | 24    |
| Yard corse             | Shaun Alexander  | 1.880 |
| Touchdown su corsa     | Shaun Alexander  | 27    |
| Ricezioni              | Bobby Engram     | 67    |
| Yard ricevute          | Bobby Engram     | 778   |
| Touchdown su ricezione | Joe Jurevicius   | 10    |
| Sack                   | Bryce Fisher     | 9,0   |
| Intercetti             | Michael Boulware | 4     |

## Premi
- Shaun Alexander:

MVP della NFL
giocatore offensivo dell'anno